# 1907年恐慌

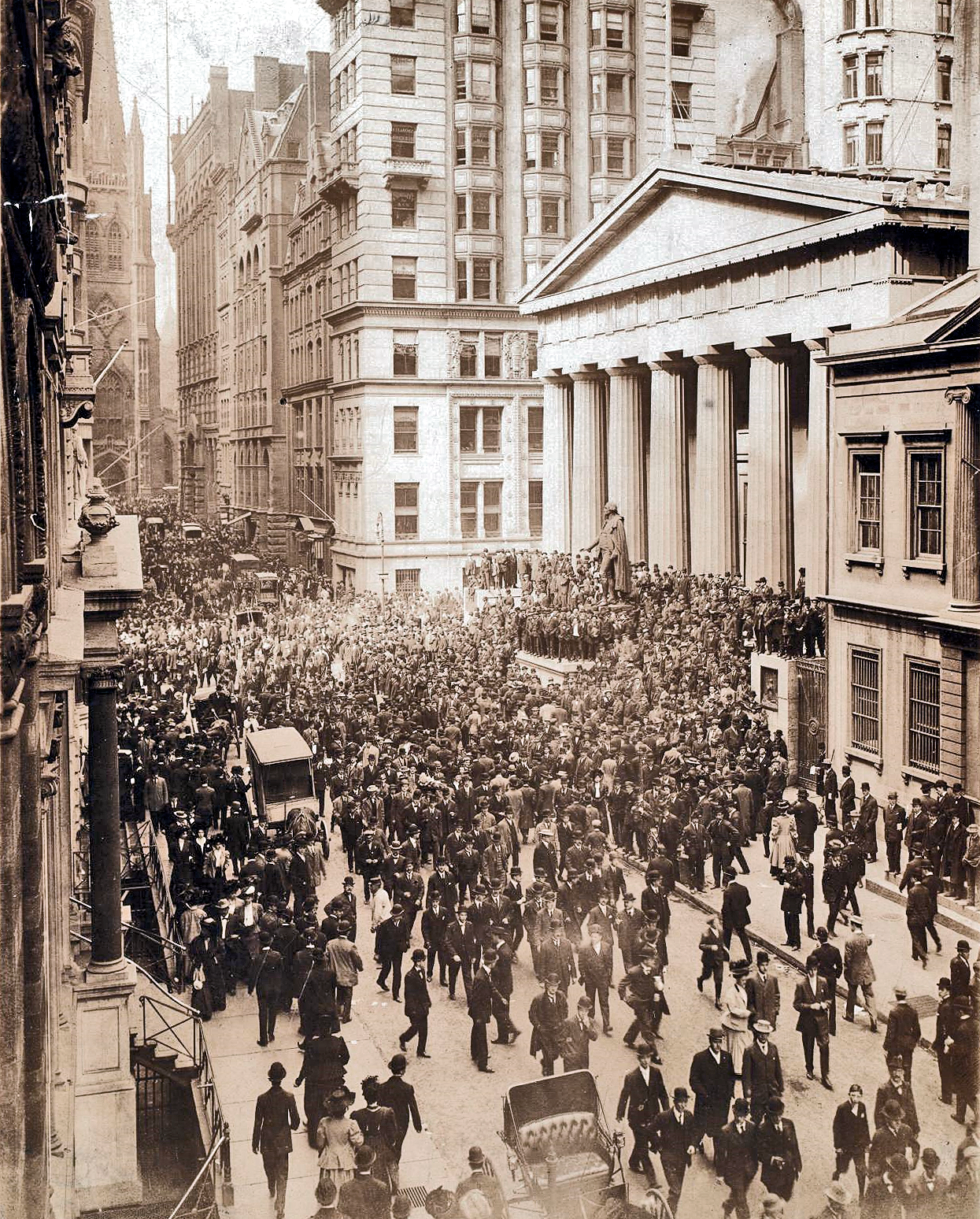
1907年10月の金融危機でウォール街に集まった群衆。右手にはフェデラル・ホールのジョージ・ワシントン像が見える。

1907年恐慌（1907ねんきょうこう、英: Panic of 1907）は、アメリカ合衆国で1907年10月に発生した金融恐慌。構造的要因は前年制定のアームストロング法による資金移動であった。この恐慌はイギリス系投信に回復しがたい被害をもたらした。一方では現金の不足を証券でごまかす金融制度の脆弱性を露呈し、連邦準備制度の立法事実となった。

## 概説

### 生保の遵法と売国
1905年、JPモルガンがドレスナー銀行とコルレス契約を結んだ。これをきっかけとして全米の資金がドイツ帝国へ投下されてゆくのであるが、資金をまとめ出したのは翌年からであった。皮肉にも、1906年のアームストロング法が資金集めに貢献した。大手生命保険会社の保有する株式がジョン・モルガンやジョン・ロックフェラー、そしてクーン・ローブに売却された。この株式には信託会社株も含まれた。さらに、彼ら金融資本の保有した鉄道債が、今や彼らの実質的な傘下企業となった大手生命保険会社に売却された。株と債券の売り圧力は市場を緊張させた。一方、生命保険会社は1906年の法律で証券引受業務を禁じられた。証券投資をしたい場合は金融資本家の証券を購入したが、それは金融資本家らが傘下の生保に「買いオペ」させたわけである。このシャドー・バンキング・システムが、ドイツへ資金を供給したのであった。生保が他に稼ぐ方法といったらモーゲージ貸付しかなくなった。生保の非農地モーゲージ貸付は当然に長期の契約となった。金融資本家のドイツ投資も、生保のモーゲージも、見かけ上は短資であったが、資金は各地域の開発、特に電化に使われたので、契約は更新されて資金の流動性が失われていった。
1907年10月、ビュートの銅山王（Copper King）とも呼ばれたF・アウグスタス・ハインツらがユナイテッド銅社株の買占めを謀った。この株買占めは失敗に終わり、ハインツが頭取であったマーカンタイル・ナショナル銀行をはじめ、買占めに資金を提供したとされる銀行で取り付け騒ぎがおきた。翌週にはニッカーボッカー信託会社が営業停止に追い込まれ、恐慌が表面化した。ニッカーボッカー信託会社の倒産による関連金融機関での取り付けは連鎖していった。地方銀行は都市銀行から、全国の都市銀行はニューヨークの銀行から預金（バンカーズ・バランス）の回収をはかった。このためほとんど全国的に銀行で支払制限が行われ、多くの銀行が準備金の枯渇により破産した。ニューヨーク証券取引所株価は、前年度最高値と比較して50%まで暴落し、多数の銀行や信託会社で取り付け騒ぎが発生した。ニューヨークに端を発したこの恐慌はやがてアメリカ全土に広がって、多くの州法銀行、証券会社また地方銀行や企業が破綻し、失業者の数は300万人から400万人にのぼった。

### 自演の収拾と英国の凋落
この恐慌は、そのきっかけをつくった金融資本家らが収拾した。モルガンは、流動性を確保し金融システムを守る為に自身の資産を使っただけでなく、ニューヨークの銀行・信託会社を説得してマネー・プールを構築した。当時のアメリカには市場に流動性を与える中央銀行が存在していなかったため、モルガンがその役目を果たした形となった。恐慌は10月中に一旦終息したかに見えたが、11月初めに新たな問題が浮上した。大手証券会社ムーア＆シュレイがテネシー石炭鉄鋼鉄道会社（TC&I）の株を担保として3000万ドルを超える多額の借り入れをしていたことが明らかとなった。不安定な市場の煽りをうけてTC&I社の株価が暴落すれば、市場は新たな危機に見舞われるところであったが、USスチール社によるTC&I社の買収が実現し、危機は回避された。なお当時アメリカ合衆国大統領セオドア・ルーズベルトは独占資本を厳しく非難してきた人物であったが、この買収を黙認した。
恐慌の翌年、ジョン・ロックフェラー2世の義父としても知られるネルソン・オルドリッチ上院議員はオルドリッチ＝ブリーランド法案を起草し、同法に基づいて1907年恐慌の調査と来るべき恐慌への解決策を提言するために国家金融委員会が設立された。ここで話し合われ、ジェイコブ・シフの支持も得た金融改革案が連邦準備制度設立の礎となった。
恐慌は信託会社を通じて拡大していたので、もう一つの結果を指摘する。この恐慌はイギリスの投資信託に未曾有の被害をもたらし、公開のものは当然として秘密準備金までも深く目減りさせた。恐慌のあと、イギリス投信全体の資産構成は下位証券の割合が三割を超えて、少なくとも第二次世界大戦勃発まで、この割合は増加の一途をたどった。ロンドンは投信の凋落にしたがい、国際金融市場の地位をボストンやウォール街へ明け渡した。1906年末にはイングランド銀行が指標金利を引き上げた。これは、英国の保険会社が米国の保険契約者に多額の保険金を支払うために英国から米国へ大量の金が流れ、ロンドン資本市場の流動性が低下し英国内で金が枯渇するのを防ぐためであった。しかし、この措置は投信会社を十分に守りきれなかった。

## アームストロング法
1880年代のアメリカにおける証券引受は、次に掲げるような個人銀行が行っていた。JPモルガン、クーン・ローブ、シュパイヤー（Speyer family, 全盛においてはロスチャイルドよりも富裕であったといわれる）、セリグマン（J. & W. Seligman & Co.）、キダー・ピーボディ（Kidder, Peabody & Co., 現UBS）などである。しかし彼らは1893年恐慌で資金を引き上げてしまった。そこで資金がないなりにアメリカ国内金融機関の経営統合が進んだ。この中で三大生保が保有契約と総資産の両面にわたり顕著にシェアを拡大した（1900年、両面で五割に迫る）。ミューチュアル生命（Mutual Life Insurance Company of New York, 現アクサ）、エクイタブル生命（The Equitable Life Assurance Society, 現アクサ）、ニューヨーク生命（New York Life Insurance Company）である。生保は銀行株を保有することによって、商業銀行と信託銀行を系列化した。こうして生保は証券引受に直接介入するだけの独占体制を確立した。もともと三大生保は先に列挙した個人銀行家と一緒に鉄道債を引受ける力があった。
1905年8月1日、アメリカ上院議員アームストロング（William W. Armstrong）が委員長となり、「生命保険会社の経営活動を調査するために任命されたニューヨーク州上下院合同委員会（The Joint Committee of the Senate and the Assembly of the State of New York appointed to investigate the Affairs of Life Insurance Companies）」が設置された。この委員会は9月6日から12月31日にかけて、関係者を召還しての公聴会を含む57回の会合を開いた。10巻にまとめられた報告・勧告は、おおよそ次のようなものであった。粗末なコーポレート・ガバナンスは比較的小さい論点となった。事業費が濫費されたことが指摘され、一因として据え置き配当積立金が槍玉にあがり全廃まで勧告された。コンツェルン化にともなう創業者利得も焦点となり、株式投資の禁止と保有株式の処分、証券引受活動の禁止、自由な証券売却を妨げる協定の禁止などが提言された。委員会の勧告は若干の修正を加えられ、1906年の改正ニューヨーク州保険法として実施に移された。
ジョージ・パーキンスの活躍で、ニューヨーク生命とミューチュアル生命は大規模な対外投資を行っていた。パーキンスはニコライ2世と直に相談して、ロシアに確固たる地歩を築いていた。生命保険業のゆきすぎた活動が委員会の調べにより徹底摘発された。調査官らは、保険会社全体の毎年の新規取扱い高を1.5億ドルに制限すべきであると勧告した。この制限は1907年1月1日に課せられた。こうしてエクイタブル、ミューチュアル、ニューヨーク生命は、国内および海外での販売を削減した。ミューチュアル生命は、海外にこれ以上の担保供託をしないことを決めた。エクイタブル生命は1912年までに海外進出の中止を決意した。しかし、パーキンスのニューヨーク生命だけは、国際事業活動に断固として踏みとどまった。
法令順守のため生保は数年かけて保有株式を売却した。そしてミューチュアル生命とニューヨーク生命はモルガン系列となった。この二社とも、1915年末の総資産に占める証券の比重は五割を超えた。エクイタブル生命は内紛とアームストロング法によりクーン・ローブおよびナショナル・シティー（ロックフェラー家）と関係を深めた。1911年、ニューヨーク保険監督官がエクイタブル生命に対し銀行株の保有を各銘柄について5％にまで減らすよう勧告した。これが追い討ちとなり、エクイタブル・コンツェルンは分解されてモルガンとロックフェラーとクーン・ローブに支配された。
1912年春、後述のアメリカ信託会社（#信用回復への取り組み）がエクイタブル信託に吸収された。エクイタブル信託は1930年ジョン・ロックフェラー2世のチェース・ナショナル（現JPモルガン・チェース）に買収された。

## 恐慌の顕在化

### 付帯的状況について

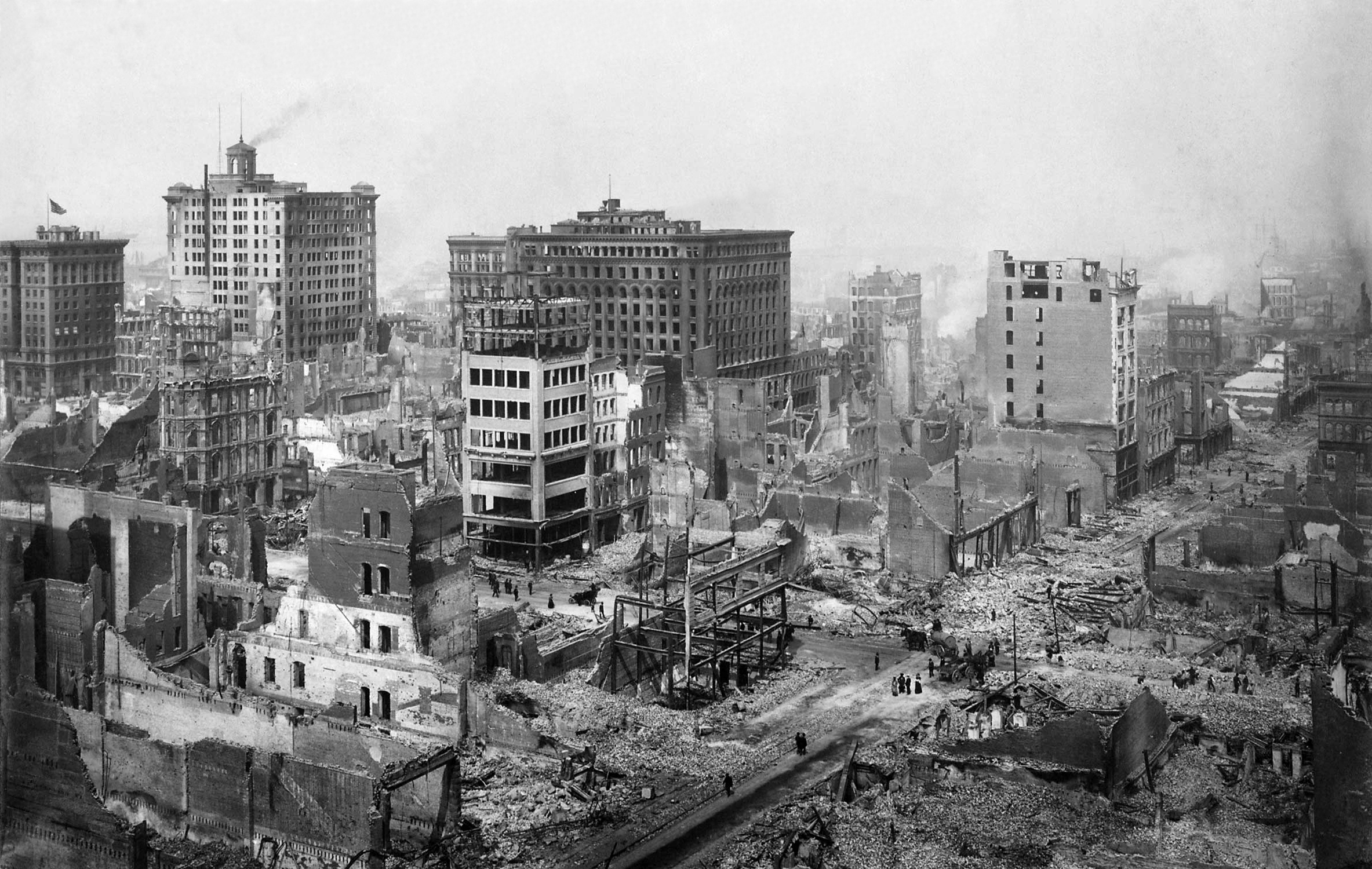
1906年4月のサンフランシスコ地震によって地震保険金の支払請求が殺到した。復興においては、太平洋・大西洋沿岸でしか満足に需要を満たせなかった合衆国の資金に対して、米西海岸から需要が起こった。

1836年に当時のアメリカ合衆国大統領アンドリュー・ジャクソンが第二合衆国銀行の免許更新を拒否して以来、米国には中央銀行不在の状態が続いていた。このためニューヨークにおける通貨供給量は、農業サイクル期の資金需要に合わせて不規則に上下動していた。毎年秋の収穫期になると収穫物を買い取る為に融資による資金が必要とされ、金利は上昇したが、アメリカ国外の投資家はこの金利上昇を待ってから資金をニューヨークに送ることで儲けを得ていた。マネーサプライにおける合衆国の地域格差は後に連邦準備制度が調整しても十分に解決されるものではなかった。
1906年1月以降、ダウ平均株価は103ドルの高値を記録したこともあり、この年の市場は当初年間通して穏やかに推移するものとみられたが、1906年4月のサンフランシスコ地震がもたらした被害で市場が不安定になり、電化をともなう復興事業のため資金がニューヨークからサンフランシスコに流れた。1906年1月がピークであったニューヨーク証券取引所株価は同年7月までに18%下落したが、9月末には下落分の半分程回復している。本格的な復興は、この一時的な落ち込みより遅れて始まる。そして生保の非農地モーゲージ貸付を固定化させ、金融資本家の電力株や電力債の価格を上昇させるのである。

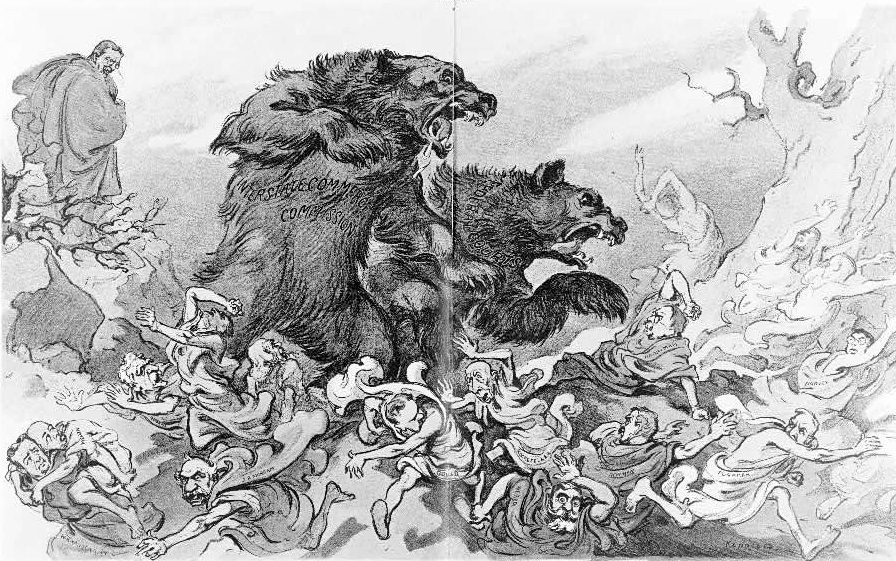
2頭のクマ「州際通商委員会」と「連邦裁判所」にウォール街を襲わせるセオドア・ルーズベルト。（米漫画雑誌パック、1907年5月8日号より）

1906年7月に成立したヘップバーン法では州際通商委員会に鉄道運賃を決める権限が付与され、そして概説で述べたように金融資本家らが鉄道債を生保に売却し、鉄道会社の株価は下落した。1906年9月から1907年3月の間、株式市場は下落し、株式時価総額は7.7%減少した。3月9日から26日の間に株価はさらに9.8%下がった。（この3月の暴落はときに「金持ちの恐慌:rich man's panic」とも呼ばれる）。経済は夏中通して不安定な状態が続いた。システムに打撃を与えるようなショックが立て続けに起きた。当時融資担保としてもっとも広く用いられていたユニオン・パシフィック鉄道株が50ポイントも下落した。その年の6月にはニューヨーク市債が下落、7月には銅市場も暴落し、8月にはスタンダード・オイル社に対して反トラスト法違反として2900万ドル超もの巨額の罰金が科せられた。1907年が始まってから9ヶ月で株価は24.4%も下落していた。

7月27日付、米ビジネス紙「コマーシャル・アンド・ファイナンシャル・クロニクル」は当時の市況を次のように伝えている。「市場は依然不安定である ... 明るい兆候が見えたと思ったら、今度はパリへの金流出の情報が新たに伝わってきたりして、せっかく上向いた市況がガタガタになり、もうけも希望もどこかへ行ってしまう。」1907年は4月と5月にエジプトで、5月と6月には日本で、またドイツ・ハンブルクとチリでは10月始めと、米国外でも取り付け騒ぎが何件か発生していた。

### ユナイテッド銅社株の買占め
1907年の恐慌は、F・アウグスタス・ハインツ所有のユナイテッド銅（United Copper、ユナイテッド・コッパー）社の株買い占めがきっかけとなって始まった。アウグスタス・ハインツはモンタナ州ビュートの銅鉱山で財を成した実業家で、1906年にニューヨークに移り、悪名高いウオール街の銀行家チャールズ・W・モースと密接な関係を築いていた。モースは製氷会社の設立や蒸気船会社の買収などで成功を収めていたが、モースとその仲間は、一つの金融機関の株式を買い付け、それを担保に借りた金で別の金融機関の株式を買い付ける手法で銀行ネットワークの支配権益獲得を計画していた。ハインツもこの計画に相乗りし、1907年初めには少なくとも6つの国法国立銀行、10の州法銀行、5つの信託会社、4つの保険会社を支配下においた。
ユナイテッド銅社の株主であり役員でもあったアウグスタス・ハインツの兄オットー・ハインツは、ハインツ・モース連合の株の動きをチェックしていた際に、ユナイテッド銅社の株式が非公開で貸し出され、空売りされているのではないかと考えた。こうしたトレーダーは、借りた株の値がいずれ下がると予測して市場価格で株を売り、実際に値が下がれば株の返却を求められても下落した価格で買い戻して差額が自分の利益となる。オットーは、ユナイテッド銅社株の大多数を保有するのは自分たちハインツ兄弟であると信じ、ハインツ兄弟側が積極的に株を買い進め株の大多数を本当に所有することで、空売り側がユナイテッド銅社株入手に動かざるを得ない状況をつくろうとした。（買い方が売り方を攻める戦術を「玉締め」という）ハインツ側が大多数の株を買い占めれば、株の返却を求められた空売り側は株を高値で買い取るか、ハインツ兄弟の言い値で直接清算せざるを得なくなり、兄弟は大きな利益を手にすることができる。
オットー、アウグスタス、そしてチャールズ・モースはこの計画への資金提供を求めて、かつてモースの計画に資金を提供したことがある、ニューヨーク市で3番目の規模を持つニッカーボッカー信託会社の社長チャールズ・T・バーニーに面会した。会合でモースは、オットーに玉締めをやるにはもっと資金が必要であると告げ、バーニーは資金拠出を断り、アウグスタスもこのときはこの計画を拒絶した。だが、10月12日土曜の取引で空売りがまたおこなわれているとみたオットーは、たとえ一人でも買い占めと玉締めをおこなうことを決意し、グロス＆クリーバーグ商会に月曜にユナイテッド銅社株を買占めるよう指示した。10月14日月曜日、ユナイテッド銅社の株価は1株あたり39ドルから52ドルへ上昇した。10月15日火曜日、玉締めの準備が整ったと考えたオットーは、ユナイテッド銅社を保有していた証券会社20社に対してその保有株を午後2時に委譲するよう通告した。火曜午前は50ドルで取引が始まり、落ち着いた動きであった。だが、オットーは市場を読み誤っていた。午後、20社すべての証券会社が通告通りに要求された株を供出してきたのである。株価は一時59ドルまで値を上げたが、委譲された株があまりに多いためハインツ側が受取を拒否せざるを得なくなり、証券会社は行き場を失った手持ち株をすべて市場に売却した。ユナイテッド銅社株は瞬く間に暴落し、株価は数分のうちに50ドル、45ドル、そして36ドルまで値を下げた。
翌10月16日水曜日、ユナイテッド銅社株は30ドルで取引が開始されたが、その直後20ドルに下がり、一時は10ドルまで暴落した。オットー・ハインツの目論見はもろくも潰えた。ユナイテッド銅社株はニューヨーク証券取引所の店頭で取引されていたが、ウォール・ストリート・ジャーナル紙はこの時の様子を次の様に報じている。「店頭市場でこのような事態は、長く見られなかったことである。実際、店頭を専門にしてきた古株たちは、こんなことは今まで見たことがないという。」

### 買占めの失敗による株価暴落
10月16日水曜日、買占めが失敗したことでオットーが株の代金を支払えなくなったことにより、オットーの指示で大量のユナイテッド銅社株を購入していた証券会社グロス＆クリーバーグ商会が営業停止に追い込まれた。翌10月17日木曜日、ニューヨーク証券取引所は、オットー・ハインツ商会の取引所会員権を停止したと発表。一方で、ユナイテッド銅社株暴落を受けて、アウグスタス・ハインツが所有するモンタナ州のビュート・ステート貯蓄銀行が債務不履行に陥ったことが報じられた。この銀行は、アウグスタス・ハインツが当時頭取であったニューヨーク、マーカンタイル・ナショナル銀行のコルレス（代理）銀行であり、融資の担保としてユナイテッド銅社株も保有していた。
ユナイテッド銅社株の買い占め失敗やビュート・ステート貯蓄銀行の破綻にF・アウグスタス・ハインツが関与していたことは、マーカンタイル・ナショナル銀行にとって「不愉快極まりないこと」とされ、同行は木曜午前11時にアウグスタス・ハインツ頭取が辞任したと発表した。だが、時すでに遅く、ユナイテッド銅社株暴落のニュースは広まってしまっていたため、預金者は一斉にマーカンタイル・ナショナル銀行に預金を引き出しにきた。マーカンタイルは数日の引き出しに耐えうるだけの現金を持ち合わせてはいたが、預金者たちはハインツの一味チャールズ・モースの銀行からも金を引き出し始めていた。取り付け騒ぎはモースのノースアメリカ・ナショナル銀行とニューアムステルダム・ナショナル銀行でも発生。ニューヨーク資金決済機構（NYCH）は、アウグスタス・ハインツとモースについての悪いうわさが銀行システム全体に与える影響を懸念し、10月20日日曜日、モースとハインツをニューヨークの銀行業界から排除するよう命じた。買占めが失敗した後、その週末までの間に発生した取り付け騒ぎは散発的であったが、これはハインツ関連の銀行からの引き出された資金が、単にニューヨークの他の銀行に預金させ換えられただけだったためである。

### ニッカーボッカーの営業停止

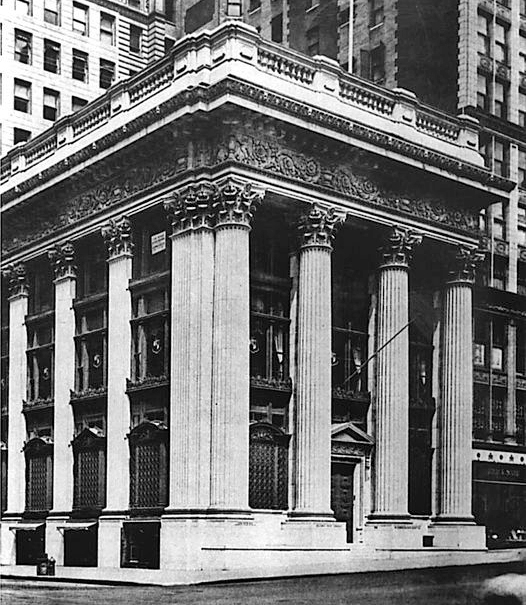
5番街と34番街が交差する北西側の角地にあったニッカーボッカー信託会社本社。

1900年代初め、米国の信託会社は急速な成長を遂げていた。1897年からの10年で信託会社の資産は244%増加したが、同じ時期国法銀行は97%増、州法銀行82%増加しただけであった。こうした信託会社社長らの多くは、ニューヨークの社交界でも著名なメンバーだった。もっとも尊敬を集めた人物のひとり、チャールズ・T・バーニーは、著名な資産家で元海軍長官ウィリアム・コリンズ・ホイットニーの妹と結婚すると、その人脈を生かして金融界で出世し、1897年からは、ニューヨークで3番目に大きい信託会社であったニッカーボッカー信託会社の社長の座に就いていた。
だが、チャールズ・モース、アウグスタス・ハインツの両名と過去のつながりがあったことから、10月21日月曜日、ニッカーボッカー信託会社の役員会はバーニーに辞任を求めた（ニッカーボッカー社でも預金者の取り付け騒ぎが10月18日に始まっていた）。その日、ニッカーボッカー信託会社の決済業務を行っていたナショナル・バンク・オブ・コマースが、ニッカーボッカーの振りだす小切手の支払いは行わないと発表した。10月22日火曜日、ニッカーボッカー信託会社では古典的取り付け騒ぎが発生、銀行開店時からロビーは人で埋め尽くされた。ニューヨーク・タイムズ紙が報じるところによると、「1人が店を出ると10人以上が預金の引き出しに殺到し、秩序維持のため警察官がよばれた」。開店から3時間も経たないうちに800万ドルが引き出され、ニッカーボッカー信託会社は正午過ぎには営業停止に追い込まれた。
ニッカーボッカー信託会社で起きた取り付け騒ぎと営業停止のニュースは瞬く間に金融界に広まり、どの銀行も信託会社も現金を貸し出そうとしなくなった。貸付金利が急騰して仲介業者は資金を調達できなくなり、株価は1900年12月以来の最安値を更新した。恐慌（パニック）は大手のアメリカ信託会社とリンカーン信託会社にも広がった。10月24日木曜まで破綻の連鎖が街を襲い、第12区銀行、エンパイア・シティ貯蓄銀行、ニューヨーク・ハミルトン銀行、ブルックリン・ファースト・ナショナル銀行、ニューヨーク・インターナショナル信託会社、ブルックリン・ウィリアムズバーグ信託会社、ブルックリン・ボロウ銀行、ブルックリン・ジェンキンス信託会社、そして10月25日にはロードアイランド州のプロビデンス・ユニオン信託会社が営業停止に追い込まれていた。

## 信用回復への取り組み

### ジョン・モルガンの介入

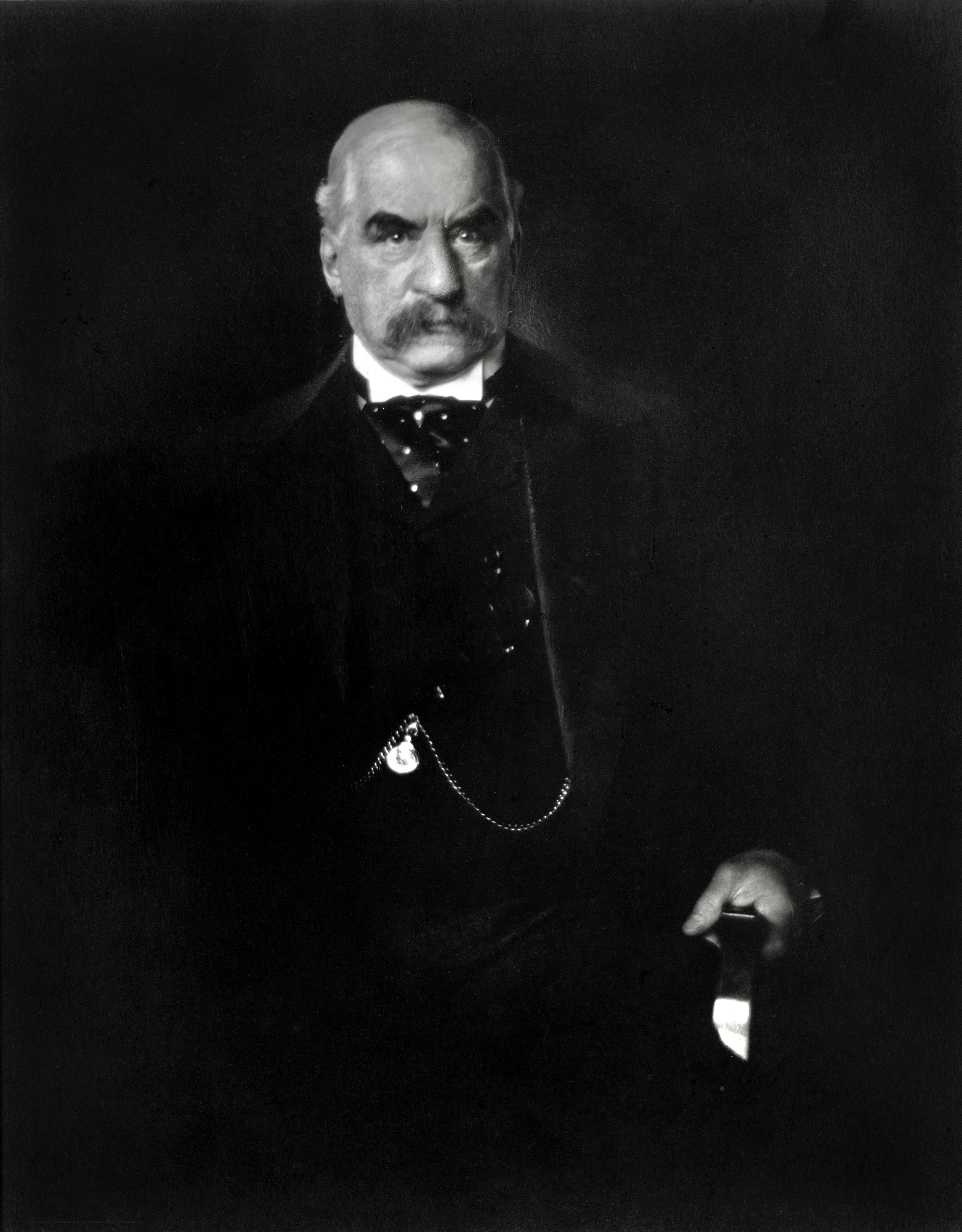
ジョン・モルガンは1893年の金融恐慌でも財務省を救っていた。

混沌がニューヨークの銀行間の信頼関係を揺さぶり始めたころ、ウォール街で最も有名な銀行家は街の外にいた。JPモルガン商会のジョン・モルガンは バージニア州リッチモンドにある教会で開かれた集会に参加していた。モルガンは当時ニューヨーク一の富豪で、最も広い人脈をもった銀行家というだけでなく、1893年の金融恐慌の際に米財務省を救った実績を既に持っていた人物でもあった。危機の情報が集まるとモルガンは10月19日土曜深夜のうちにウォール街に戻った。翌日、36丁目とマジソン街が交差するところにある通称「モルガン・ライブラリー」 には、情報を共有しようと（あるいは救いを求めようと）するニューヨーク各銀行の頭取・信託会社社長らが終日訪れ、モルガンは終日事態の把握に努めた。
モルガンはニッカーボッカー信託会社の帳簿を点検し、破綻は不可避であり、取り付け騒ぎには介入しないとの結論を出した。しかしながら、一方でニッカーボッカー破綻の影響が他の健全な信託会社へ飛び火しつつあることを認め、そうした健全な（救う価値のある）金融機関の救済に乗り出そうとした。10月22日火曜日、アメリカ信託会社社長がモルガンに助けを求めてきた。その日の夕方、ジョージ・F・ベイカー（ファースト・ナショナル銀行頭取）、ジェームズ・スティルマン（ナショナル・シティ銀行頭取）、アメリカ合衆国財務長官ジョージ・コーテルユーがモルガンの下に集まった。コーテルユーは、国庫金を銀行に預託する用意があると述べた。モルガンは深夜、バンカーズ信託会社の業務責任者であったベンジャミン・ストロングらに水曜昼までにアメリカ信託会社を監査するよう指示した。10月23日水曜午後、夜を徹した監査を終えたストロングは「アメリカ信託会社には充分な支払い能力がある」との結論をモルガン、スティルマン、ベーカーに伝えた。モルガンはストロングに「アメリカ信託会社を救済することを正当化できると思うか」と尋ね、ストロングは「できると思う」と答えると、モルガンは「それじゃ、問題はこれで終わりになるな」と言ったという。
アメリカ信託会社で騒ぎが始まると、モルガンはスティルマンとベーカーに働きかけ、同社の資産の流動性を確保すべく預金を払い戻すための資金を供給させた。翌日も更に資金が必要であるとして、モルガンはその晩他の信託会社社長らを招集し、深夜までかけて説得して825万ドルを確保した。10月24日木曜の朝、コーテルユー長官は、新たに2500万ドルをニューヨークの複数の銀行に預け入れると発表した。また全米一の大富豪ジョン・D・ロックフェラーは更に1000万ドルをスティルマンのナショナル・シティ銀行に預金した。ロックフェラーはAP通信の責任者メルヴィル・ストーンに電話で、「この預金は市民に信用を植え付ける為であり、アメリカの信用を維持するためなら資産の半分を担保として差し出してもよい」と語っている。

### 閉鎖寸前のニューヨーク証券取引所

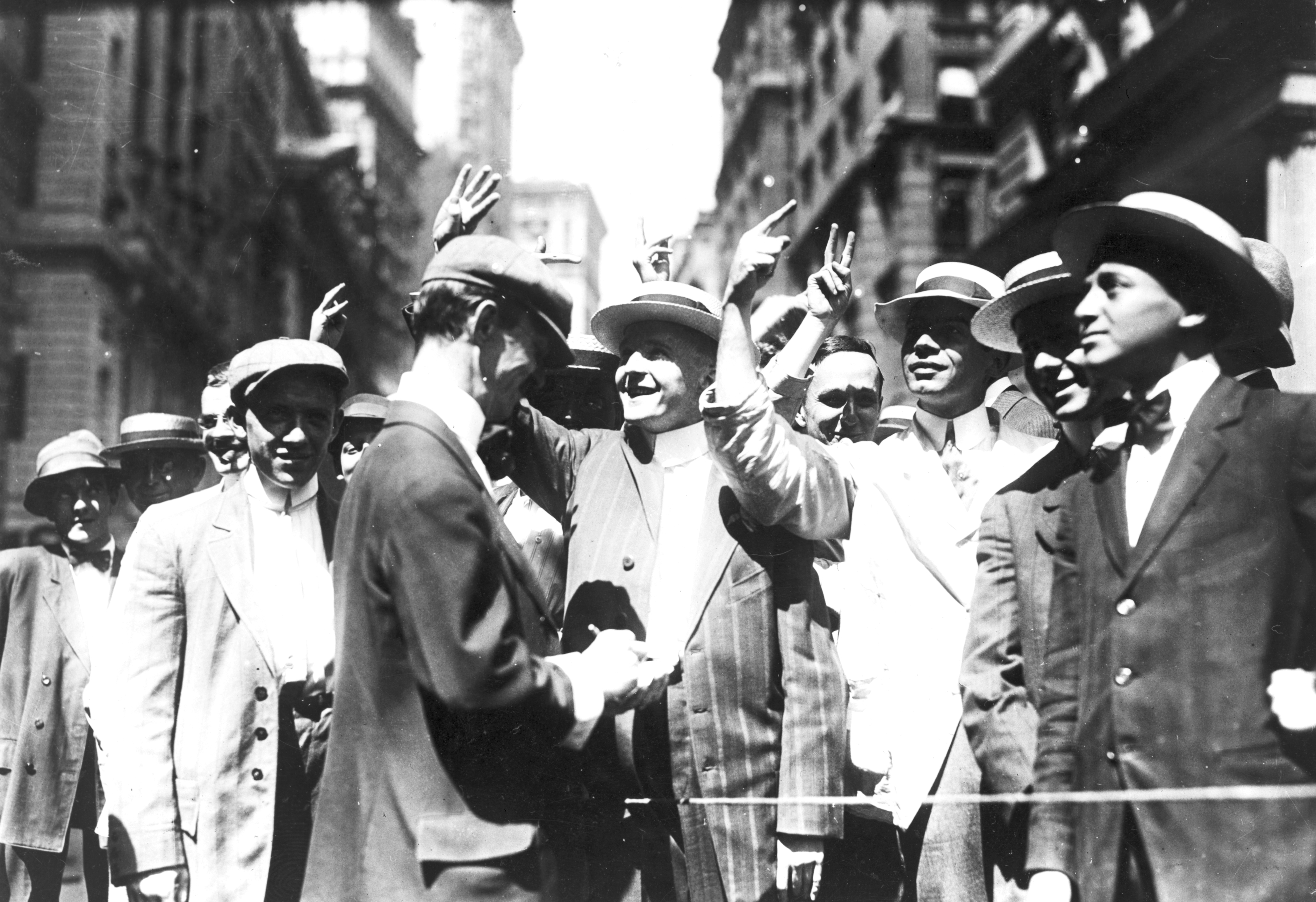
ニューヨーク証券取引所の店頭市場。恐慌は店頭市場を舞台に発生した。なお、この店頭市場が後にアメリカン証券取引所となり、戦後も全米の証券取引を混乱に陥れた。

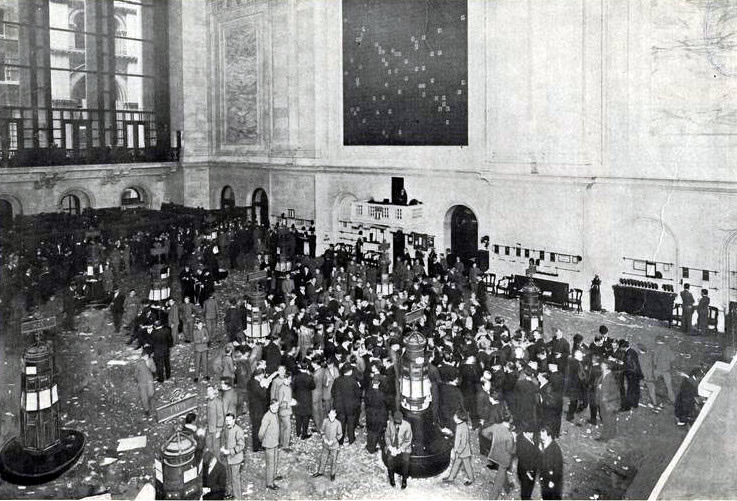
ニューヨーク証券取引所立会所（写真は1908年のもの）。1907年10月、銀行が短期貸付を渋り証券取引所は閉鎖寸前となった。

10月24日、米財務省やロックフェラーからの資金供給があったにもかかわらず、銀行・信託各社は取り付けを恐れ手元の現金残高を守ろうとしたため、それまで日々の株取引を促進するために行われていた短期貸付の金利が高騰した。この資金供給の欠乏により、木曜昼には株価暴落の兆候が見え始めた。10月24日木曜日午後1時30分、ニューヨーク証券取引所会長のランサム・トーマスはモルガンの事務所に駆け込み「証券取引所を早く閉めなければならない」と話したがモルガンは取引所をいつもより早く閉めたりしたら市場はかえって大混乱に陥ると語気を強めた。
トーマス会長が取引所に戻って直ぐ、モルガンはニューヨーク各銀行の頭取たちにモルガンの事務所に至急集まるように要請した。2時すぎに事務所に集まった頭取たちを前に、モルガンは10分以内に2500万ドルを用意しないと少なくとも50の証券会社が営業停止に追い込まれると伝えた。これに受け、2時16分までに14の銀行頭取が取引所閉鎖を回避するためとして計2360万ドルを用意した。現金は2時30分に取引所に運び込まれ、30分後の3時に定時で取引所が閉まったときには1900万ドルが貸し出されていた。このマネー・プールにより、取引所閉鎖の危機は回避された。午後7時ごろ、事務所を後にしようとしたモルガンは、普段は避けるマスコミに自分から近づいてこう話した「みんなが銀行にカネを預けたままにしてくれれば、なにもかも丸く収まるんだよ。」
10月25日金曜日も、取引所には「つぎはあの会社が危ない」などといった噂が飛び交い、市場の現金は枯渇していた。モルガンは再度主要行頭取らと会合をもち2度目のマネープール構築を要請した。だがこのときは各行とも幾分拠出を渋り、結局集まったのは970万ドルであった。モルガンは支出の条件として、この資金は信用売りには使わないこととした。金曜日の取引所全体の出来高は木曜の3分の2程であったが、モルガンのマネープールで資金需要は満たされ、破綻する証券会社もなくなんとか終業ベルを迎えることができた。

### ニューヨーク市破産の懸念
モルガン、スティルマン、ベーカーらは、25日金曜夕方モルガンの書斎に集まり、マネープールの構築はいつまでもできないが、米財務省も資金提供者として十分ではない。だが一方、一般市民の信頼は回復されなければならないとの結論に達し、これらの対策として二つの委員会を設置することとした。ひとつは聖職者に協力を要請する委員会で、これは日曜の礼拝で人々を鎮めるメッセージを発するよう教会に働きかけるものであり、ふたつめは広報委員会で、金融救済の対応を報道機関に説明するものであった。翌土曜日、広報委員会の活動により一部朝刊紙ではモルガンらの取り組みを讃える時間稼ぎ的な記事が紙面に掲載された。また、ロスチャイルド卿がモルガンへ「賞賛と尊敬」の念を抱くとのメッセージを送った。
月曜日の資金の流動性を確実なものにするため、ニューヨーク資金決済機構は、加盟行の間で現金に代えて決済できるクリアリングハウス証書を1億ドル発行し、銀行各行は預金者分の現金を確保できるようになった。市場に流動性が供給され、また聖職者や報道機関による呼びかけもあり、月曜日はニューヨークに秩序が戻った。
しかしこのとき、ウォール街には気付かれずに新たな危機が到来していた。27日日曜の夕方、モルガンのパートナーであるジョージ・パーキンスは、ニューヨーク市が11月1日までに少なくとも2000万ドルの資金を準備しなければ破産してしまうことをニューヨーク市職員から告げられた。市は通常債券を発行して資金調達を図ったが、危機を回避するのに十分な額を集めることができなかったという。28日月曜から翌火曜にかけて市長、市幹部らと会合をもったモルガンは、3000万ドル分の市債を購入し、破産という「惨劇」からニューヨーク市を救った。

### テネシー石炭鉄鋼鉄道会社
落ち着きを取り戻していたニューヨークであったが、また別の危機が迫っていた。11月2日土曜日、市場最大の証券会社のひとつムーア＆シュレイ証券会社（Moore & Schley）が、テネシー石炭鉄鋼鉄道会社（TC&I）の株を担保に多額の負債を抱え倒産寸前であったことがモルガンらの知るところとなった。これまでの市場の混乱によってTC&I株にも下落懸念が生じており、週明けには多くの銀行がムーア＆シュレイに対し貸付の回収に乗り出し、パニックを拡大させる可能性が高かった。。
ムーア＆シュレイの倒産を防ぐため、モルガンは土曜の朝にモルガンの書斎で緊急会合を開いた。ここで、鉄鋼王アンドリュー・カーネギーの会社とエルバート・ゲイリーらの鉄鋼会社とが統合して設立され、モルガンが深く関わるUSスチールが、TC&I株を取得する提案がなされた。この案が現実化すれば、ムーア＆シュレイは事実上救済され危機を回避することができる。USスチールの取締役会は危機的状況の中で果たすべき役割を認識し、TC&I普通株を担保に500万ドルを貸し付けるか、1株90ドルで株を取得するかの二つの案を示したが結論に至らず、その日の午後7時に会合は一旦終了した。
同じ頃、モルガンは別の難問を抱えていた。アメリカ信託会社とリンカーン信託会社で取り付け騒ぎがつづいており、このままでは早晩破綻する懸念があったのである。土曜の夜40人から50人の銀行家が危機への対応を協議するため、モルガンの書斎に集まった。資金決済機構には書斎の東側の部屋が、信託銀行幹部らには西側の部屋があてがわれた。モルガンとムーア＆シュレイの件を対処していた者たちには司書室があてられた。モルガンには「ムーア＆シュレイの救済」と二つの信託会社の救済を並行して行う気はなく、信託会社の問題は同業の信託会社たちに委ねようとした。モルガンは司書室で、信託会社が彼らの最も弱い同業者を救済する気があるならムーア＆シュレイの問題に取り組むつもりであると述べていた。銀行幹部らの協議は土曜の夜遅くまで続いたが何の進展もみられなかった。深夜頃、モルガンは信託会社社長らに「ムーア＆シュレイ救済のためには2500万ドルは必要になる。信託会社間でこの問題は解決可能であるという結論が出ないうちは救済を進めたくない」と述べた。これはつまり、今後信託会社はモルガンから支援を受けることができず、自力で解決策を見出さなくてはならないことを示唆するものであった。
午前3時、およそ120人の銀行と信託会社幹部がモルガンの書斎に集まり、ベンジャミン・ストロングから破綻しそうな信託会社の財務状況についての詳細な報告を受けていた。報告によれば、アメリカ信託会社は辛うじて預金者の払い戻しに応じ得る可能性があるが、リンカーン信託会社の資産は預金者への支払いに100万ドルほど足りないとのことであった。モルガンは何としても解決策を出させるため書斎の鍵を自分のポケットへしまいこんだ。これは過去モルガンがやったやり方であった。やがてモルガンは議論に参加し、信託会社に2500万ドル拠出するよう要請した。午前4時45分、モルガンはまずユニオン信託会社の社長エドワード・キングに契約書に署名させ、残りの者もそれに従った。これにより状況は解決し、モルガンは銀行家らを家に帰した。
日曜の午後から夕方にかけ、モルガン、パーキンス、ベーカー、スティルマンに加え、USスチールのエルバート・ゲイリーとヘンリー・クレイ・フリックが集まり、USスチールとTC&I株の取り引きについて協議した。日曜の夜までにはUSスチールの買収計画がまとまったが、障害がひとつ残った。反トラストで知られるセオドア・ルーズベルト大統領がこの取引を許容するかどうか、である。
日曜深夜、フリックとゲーリーは特別列車でニューヨークからワシントンD.C.へと向かった。月曜の早朝、ワシントンに到着した2人は、シャーマン法の原則は一旦脇に置いて、10時に市場が開く前にこの大型買収を認めてくれるようルーズベルト大統領に嘆願すべくホワイトハウスへ向かった。だがルーズベルトの秘書は、大統領は10時以前には誰とも会わないと面会を断ってきた。このときフリックとゲーリーは、その場に居合わせた内務長官ジェームズ・ガーフィールドに事情を説明し頼み込むと、ガーフィールドは大統領に直接話を通し10時前に面会が許された。市場が開くまで一時間もなかったが、ルーズベルト大統領のほか国務長官エリフ・ルートが会合に参加し、買収案と買収が許可されなかった場合に起こりうる市場の暴落について説明を受け、可否を検討した。ルーズベルトは最終的に折れ、買収を黙認する形となったが、後にエルバート・ゲーリーは大統領はこの会合で「この状況なのだから、私が買収に反対する気がないと言ったとしても、誰も私を正面切って批判することはできないだろう」と述べたと証言している。この知らせはすぐさまニューヨークにも届き、コマーシャル・アンド・クロニクル紙は「この取引による救済は迅速かつ徹底的である」と論評した。最後の危機が回避されたのである。

## 恐慌の余波

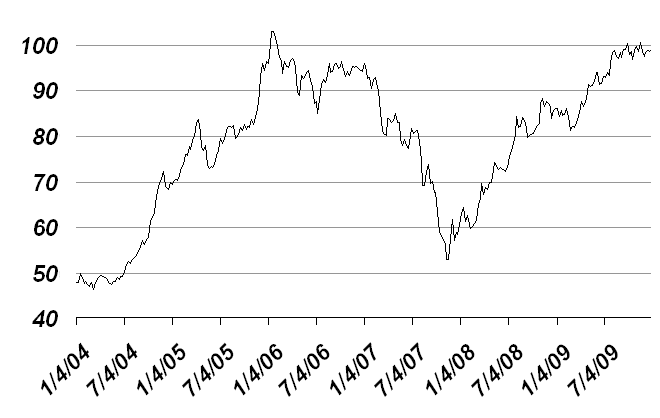
1904年4月から1909年12月のダウ平均株価週足の推移。1907年11月15日に底値53ドルを記録した。

1907年の恐慌が起こった時期は、全米経済研究所によると1907年5月から1908年6月までの長期にわたる景気後退の最中であった。金融恐慌と証券市場の暴落という、相互に関連する景気収縮によって経済は大きなダメージを受けた。工業生産は、それまで発生したどの取り付け騒ぎの後よりも落ち込んだ。その当時までで過去2番目に多くの企業が倒産し、1907年5月から1908年6月の間総生産高は5%減、輸出量はマイナス26%と大幅に下落した。3%以下だった失業率は8%まで上昇し、1907年までに120万人であった移民人口は2年後の1909年には75万人にまで減った。石炭の生産量は1907年428.9百万トンから1908年371.3百万と13.4%下落、鋼鉄の生産量は1907年23.36百万トンから1908年14.2百万トンへと40%も減少し、重工業生産品の低下率はこの年までに発生した他の恐慌よりも深刻であった。
南北戦争の終結以降、合衆国はさまざまな程度の恐慌を経験してきた。経済学者のチャールズ・カロミリスとゲイリー・ゴートンは、多数の銀行が営業停止に追い込まれた恐慌の例として1873年恐慌、1893年、1907年そして1914年の恐慌をあげている。1884年、1890年と1896年にも経済危機が発生したが、1884年と1890年の恐慌では広い範囲にわたる営業停止は未然に防がれた。また、1896年の金融危機については、議論のあるところではあるが、恐慌のひとつとして分類される場合もある。
19世紀末から20世紀初頭にかけて危機が頻発していたことと、1907年の金融恐慌でモルガン個人の果たした役割が際立ったものであったことが、一方では懸念を生み、金融関係者のみならず一般市民からも金融改革が不可避であるという論争との声があがった。1908年5月、オルドリッチ＝ブリーランド法が議会を通過し、恐慌の調査と金融業を規制する法案を提言することを目的として国家金融委員会が設立された。ネルソン・オルドリッチ上院議員（ロードアイランド州選出、共和党）は、エドワード・ブリーランド下院議員と共に委員会の共同議長を務め、大陸の銀行システムを学ぶため約2年間欧州に滞在した。

### 中央銀行設立への道
欧州各国と米国の銀行制度の大きな違いは、欧州には通貨の供給量を管理する中央銀行が存在し、米国には存在しないことだった。中央銀行がないため米国経済が脆弱であるという考えは、特別新しい考えというわけではなかった。1906年1月、クーン・ローブ商会のシニアパートナーであるジェイコブ・シフは、ニューヨーク商工会議所でのスピーチで「もし我が国の通貨制度が改められなければ、遅かれ早かれ、これまでの恐慌があたかも児戯にみえるようなとてつもない恐慌に見舞われるだろう」と述べている。
恐慌の影響がメキシコ革命に及んでいた1910年11月、ネルソン・オルドリッチは金融政策と銀行制度について話し合うためジョージア州の海岸沿いのジキル島にある「ジキル島クラブ」で秘密会議を開いた。オルドリッチの他、エイブラム・ピアット・アンドリュー（連邦財務次官補）、ポール・ウォーバーグ（クーン・ローブ商会のパートナー）、フランク・ヴァンダーリップ（ナショナル・シティ銀行頭取。スティルマンの後継者）、ヘンリー・デイビソン（JPモルガン商会のパートナー）、チャールズ・ノートン（JPモルガンのニューヨーク・ファースト・ナショナル銀行頭取）、ベンジャミン・ストロング（バンカーズ・トラスト社長。JPモルガンの代理）が会議に出席し、「国立準備銀行」構想を練り上げた。
後にフォーブス誌を創刊するB・C・フォーブスは、後年この秘密会合について次のように記している。
```
わが国最大の銀行家の一団が、夜陰に乗じてひそかに専用鉄道車両でニューヨークを抜け出したと想像していただきたい。彼らはひそやかにはるか南へと急ぎ、謎めいた
ランチ
に乗船して、少数の使用人しかいない人里はなれた島に人目をしのんで上陸し、そこでまるまる1週間、使用人に素性がばれて、この奇妙にしてアメリカ金融史上最大級の極秘会合が世間に知れてはいけないと、お互い誰の名前も口にせずに過ごした。
これは絵空事ではない。わが国の新しい通貨制度の基礎となった有名なオルドリッチの通貨レポートがどのようにして書かれたか、その内幕をわたしは初めて世界に明らかにしようとしているのである。
[
80
]
```

国家金融委員会の最終報告は1911年1月11日に発表された。それから2年にもわたる議論の末、1913年12月23日に議会はロバート・オーウェンとカーター・グラスの提出したオーウェン・グラス法案を可決、ウッドロウ・ウィルソン大統領は直ちに同法に署名し、連邦準備制度は即日成立した。初代議長にはチャールズ・ハムリンが就任、一方連邦公開市場委員会の副委員長を兼務するニューヨーク連邦準備銀行総裁には、モルガンの腹心ベンジャミン・ストロングが任命された。

### プジョー委員会
モルガンは恐慌への対応で一時称賛を浴びたが、金権体質と蓄積された富に対する不安から、その声はやがて影をひそめた。モルガンの銀行は恐慌を生き延びたが、信託会社は大きなダメージを受けた。このため、この恐慌は信託会社の信頼を失墜させ銀行が利益を得るために企てられたものだと考える研究者もいた。モルガンは危機を利用してUSスチールにTC&Iを獲得させた、と信じるものもいた。モルガン自身、恐慌で2100万ドルを失いながらも危機の拡大に歯止めをかけた。モルガンの果たした役割の重要性については誰もが認めるところであったが、厳しい調査と非難の対象ともなった。
下院通貨銀行委員会の委員長アルセーヌ・プジョー下院議員（ルイジアナ州選出 - 民主党）は、「マネー・トラスト」、つまりモルガンとその仲間たちによる金融界の企業連合（トラスト）を調査するための公聴会を招集した。このプジョー公聴会（Pujo Committee）の報告書によれば、JPモルガン商会の幹部は112の企業で取締役に就いており、それら企業の資本金総額は225億ドルであった（当時ニューヨーク証券取引所上場企業の資本金総額は265億ドルである）。
1912年12月、プジョー公聴会で証言したモルガンは、首席捜査官サミュエル・アンタマイヤーと激しいやり取りを交わした。アンタマイヤーとモルガンの有名なやりとりは、銀行業の基本的・心理的本質、つまり経済活動は信用の上に成り立つという本質に触れたもので、ビジネス誌などにたびたび引用されることがある。
アンタマイヤー: 信用取引とは、主としてお金や財産によって決まるのではないですか？

モルガン: いいえ、違います。まず最初に重要なことは人柄です。

アンタマイヤー: お金や財産よりも？

モルガン: お金よりも何よりも。お金で人柄を買うことはできませんから。（中略） 私の信用を得ていない人間は、キリスト教世界に存在するいかなる債券をもってしても、私から金を引き出すことはできないのです。
証言を終えた後、モルガンはエジプト旅行中の1913年2月に体調を崩し、同年3月31日に死去した。「マネー・トラスト」が連邦準備制度として発足する9ヶ月前のことだった。